# Jacques Sanglier
Pour les articles homonymes, voir Sanglier (homonymie).
Jacques Sanglier, né le 22 février 1919 à Bois-Colombes (Hauts-de-Seine) et mort le 3 mars 2014 à Neuilly-sur-Seine, est un homme politique français.

## Biographie
Jacques Sanglier, éditeur et imprimeur dans l'ouest parisien, devient député en tant que suppléant, lorsque Michel Maurice-Bokanowski est nommé au gouvernement de Michel Debré, au tout début de la législature. Il se présente ensuite dans la 22e circonscription de Paris, toujours sous l'étiquette UNR. Il devient suppléant de Bernard Lafay pour les 3e et 4e législatures, mais occupe son siège à l'Assemblée lorsque celui-ci est nommé au gouvernement en 1969.
En 1976, il remplace Pierre-Christian Taittinger au Sénat, nommé au gouvernement sur la liste duquel il avait été élu en 1968. Il termine son mandat mais ne se représente pas en 1977.
Joueur de tennis de haut niveau durant sa jeunesse, il a participé à douze reprises au tournoi de Roland-Garros entre 1935 et 1954. En 1946, il atteint les huitièmes de finale à Wimbledon.